# Rotterdam International Open
Het Rotterdam International Open was een eenmalig golftoernooi van 15 tot en met 18 september 2005. Het maakte deel uit van de Europese Challenge Tour en vond plaats op Golfclub Broekpolder. 
Het toernooi werd gewonnen door Per G. Nyman. Hij eindigde met een score van 275 (-13), Didier De Vooght en Nicolas Vanhootegem uit België maakten -1 en deelden de 22e plaats; de beste Nederlander was Alain Ruiz Fonhof met +1, hij werd daarmee 33e. Inder van Weerelt  en Edward de Jong kwalificeerden zich ook voor het weekend.
Andere deelnemers uit Nederland waren:
| - Danny Balvert - Rinus van Blankers - Meindert Jan Boekel - John Boerdonk - Steven van Dijk - Jay Francis - Jan Willem van Hoof | - Rick Huiskamp - Adriaan Kok - Joost Luiten - Ralph Miller - Michael John de Moor - Arnoud van Opijnen - Taco Remkes | - Mark Reynolds - Xavier Ruiz Fonhof - Brian Schutz - Tim Sluiter - Brian Seton - Thijs Spaargaren - Robin Swane | - Guido van der Valk - Ruben Wechgelaer Amateurs - Tristan Bierenbroodspot - George Gleichman |